# Eugene Allen
Eugene Allen, född 14 juli 1919, död 31 mars 2010, arbetade i Vita huset i 34 år innan han drog sig tillbaka som huvudbutler 1986. Han började arbeta i Vita huset 1952 som "pantry man", och med åren steg han i position tills han slutligen erhöll den mest prestigefyllda rankingen bland butlers i Vita huset, Maître d'.
Han avled i njursvikt vid Washington Adventist Hospital i Takoma Park.
Columbia Pictures köpte 2008 rättigheterna till att göra en film om Allens liv och 2013 hade The Butler premiär i regi av Lee Daniels och med Forest Whitaker i rollen som Eugene Allen.

### Fotnoter
1. ↑  Haygood, Wil (2 april 2010). ”Eugene Allen, White House butler for 8 presidents, dies at 90”. The Washington Post. http://www.washingtonpost.com/wp-dyn/content/article/2010/04/01/AR2010040103444.html. Läst 10 april 2010.
2. ↑  Haygood, Wil (7 november 2008). ”A Butler Well Served by This Election”. The Washington Post. http://www.washingtonpost.com/wp-dyn/content/article/2008/11/06/AR2008110603948.html. Läst 6 maj 2009.
3. ↑  Haygood, Wil (2 april 2010). ”Eugene Allen, White House butler for 8 presidents, dies at 90”. The Washington Post. http://www.washingtonpost.com/wp-dyn/content/article/2010/04/01/AR2010040103444.html?g=0. Läst 2 maj 2010.
4. ↑  ”Columbia tells White House butler story”. HollywoodReporter.com. Arkiverad från originalet den 10 januari 2010. https://web.archive.org/web/20100110213723/http://www.hollywoodreporter.com/hr/content_display/film/news/e3idbd416c66b0ba79fbf346caed9c9b360. Läst 6 maj 2009.